# Sân vận động Pankritio
Sân vận động Pankritio (tiếng Hy Lạp: Παγκρήτιο Στάδιο) là một sân vận động đa năng nằm ở Heraklion trên đảo Crete, Hy Lạp. Sân được hoàn thành xây dựng vào ngày 31 tháng 12 năm 2003, và chính thức được khánh thành vào ngày 11 tháng 8 năm 2004. Là một trong những sân vận động thể thao hiện đại nhất ở Hy Lạp vào thời điểm đó, sân được sử dụng làm một trong những địa điểm tổ chức các trận đấu môn bóng đá tại Thế vận hội Mùa hè 2004. Sân có sức chứa 26.240 chỗ ngồi. Hiện tại, đây là sân nhà của câu lạc bộ bóng đá Ergotelis. Sân cũng tổ chức một số trận đấu trên sân nhà của đội tuyển bóng đá quốc gia Hy Lạp.